# Associazione Calcio Novara 1933-1934
Questa pagina raccoglie i dati riguardanti l'Associazione Calcio Novara nelle competizioni ufficiali della stagione 1933-1934.

## Rosa
| N. |                   | Ruolo | Calciatore         |
| -- | ----------------- | ----- | ------------------ |
|    | Italia (bandiera) | A     | Teresio Bercellino |
|    | Italia (bandiera) | D     | Aldo Buratti       |
|    | Italia (bandiera) | A     | Renato Cappellini  |
|    | Italia (bandiera) | A     | Luigi Cevenini     |
|    | Italia (bandiera) | D     | Libero Checco      |
|    | Italia (bandiera) | A     | Armando Diena      |
|    | Italia (bandiera) | D     | Camillo Martinengo |
|    | Italia (bandiera) | A     | Armando Massiglia  |
|    | Italia (bandiera) | D     | Mario Meneghetti   |
|    | Italia (bandiera) | D     | Edmondo Mornese    |

| N. |                   | Ruolo | Calciatore        |
| -- | ----------------- | ----- | ----------------- |
|    | Italia (bandiera) | C     | Rodolfo Negri     |
|    | Italia (bandiera) | C     | Pasquale Parodi   |
|    | Italia (bandiera) | A     | Paolo Patrucchi   |
|    | Italia (bandiera) | A     | Mario Portaluppi  |
|    | Italia (bandiera) | D     | Mario Rabaglio    |
|    | Italia (bandiera) | A     | Augusto Ravetta   |
|    | Italia (bandiera) | A     | Ezio Rizzotti     |
|    | Italia (bandiera) | A     | Giorgio Verità    |
|    | Italia (bandiera) | C     | Remo Versaldi     |
|    | Italia (bandiera) | P     | Italo Zamberletti |